# Das Magische Auge

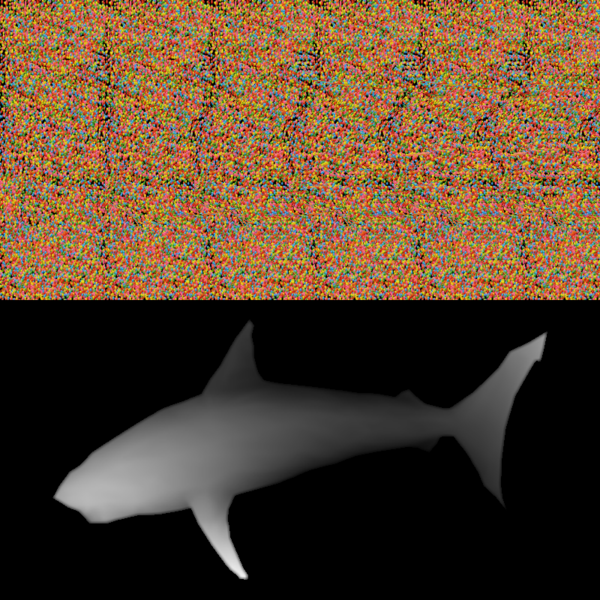
Beispielbild: oben das Stereogramm, unten das darin verborgene 3-D-Bild

Das Magische Auge (im Original Magic Eye) ist eine Buchreihe mit computergenerierten Stereogrammen, die seit den 1990er Jahren veröffentlicht wird. Entwickelt wurden die Magic-Eye-Bilder von Tom Baccei.

## Technik
Bei den Magic-Eye-Bildern handelt es sich um Autostereogramme, genauer um single image stereograms (SIS). Auf ein Ausgangsbild wird ein Bild gelegt, das dem Ursprungsbild zwar ähnlich, aber stellenweise um einige Bildpunkte versetzt oder verfärbt ist. Aus dem Unterschied zwischen den beiden Bildern „entwickelt“ das menschliche Gehirn das verborgene dreidimensionale Bild. Um dieses zu sehen, muss sich der Betrachter mit beiden Augen auf einen fiktiven Punkt hinter dem Magic-Eye-Bild konzentrieren. Das Gehirn verarbeitet dann die Informationen aus dem Fixieren des Punktes hinter dem Bild und dem tatsächlichen Erblicken der Abbildung zu einem 3-D-Motiv.
Nicht alle Menschen sind dazu in der Lage, die 3-D-Objekte in den Magic-Eye-Bildern zu sehen. Neben falsch angewandter Betrachtungstechniken liegt die Hauptursache dabei bei einer ungenügenden bzw. fehlerhaften Zusammenarbeit der Augen, etwa bei Sehstörungen wie dem Schielen, einer stark ausgeprägten Augendominanz oder bei einer Hornhautverkrümmung.

## Geschichte
Zu Beginn der 1990er Jahre experimentierte der US-Amerikaner Tom Baccei mit Zufallspunkt-Raumbildern (englisch random dot stereograms) und entwickelte eine Variante, bei der die bis dahin zufälligen Punktemuster durch mehr oder weniger abstrakte Formen und Muster, später zum Teil auch durch echte Abbildungen ersetzt wurden. Er bezeichnete seine Bilder zunächst als „Stare-E-O“ und veröffentlichte sie in verschiedenen Zeitschriften. Die Abbildungen stießen auf großes Interesse in der Bevölkerung, so dass Baccei beschloss, die Stereogramme in Buchform zu vermarkten. Er gründete das Unternehmen N. E. Thing (sprich anything) und veröffentlichte 1993 das Buch Magic Eye: A New Way of Looking at the World. Das Buch entwickelte sich in kurzer Zeit zu einem Bestseller, so dass innerhalb weniger Monate die Bände 2 und 3 erschienen. Baccei nannte sein Unternehmen daraufhin in Magic Eye Inc. um. Im deutschsprachigen Raum erschien die Reihe ab 1994 unter dem Titel Das Magische Auge beim Verlag arsEdition in München.
Die Buchreihe entwickelte sich zu einem internationalen Bestseller. Im Jahr 1994 standen in den USA alle drei Bände auf der Bestsellerliste der New York Times, in Großbritannien platzierten sich ebenfalls alle drei Bände in den Verkaufscharts, und auch in Deutschland platzierten sich die Bücher alle in der Liste der meistverkauften Sachbücher 1994. Neben den Standardbüchern wurden auch verschiedene andere Themenbücher veröffentlicht, etwa zu Harry Potter oder zur Weihnachtszeit mit entsprechend festlichen Motiven. Die Magic-Eye-Bücher wurden in über 25 Sprachen übersetzt, die weltweiten Verkaufszahlen liegen im zweistelligen Millionenbereich.
Zum 25. Jubiläum des ersten Buches veröffentlichte Magic Eye Inc. im Jahr 2018 einen Sammelband, welcher 2019 auch als Das Magische Auge-Jubiläumsband im deutschsprachigen Raum erschien.

## Wizzy Nodwig
Als Maskottchen für die Magic-Eye-Bücher entwickelte Baccei Wizzy Nodwig, einen jugendlichen Zauberer mit einem großen Hut. Der Name der Figur spielt dabei auf den Begriff WYSIWYG an. Dieser stammt aus der Computer-Textverarbeitung und bedeutet ausgeschrieben „What You See Is What You Get“ (deutsch Was du siehst, ist was du bekommst). Der ähnlich ausgesprochene Name „Wizzy Nodwig“ soll auf die verborgenen 3-D-Bilder hinweisen, da diese für den Betrachter zunächst nicht zu erkennen sind („What You See Is Not What You Get“, (deutsch Was du siehst, ist nicht was du bekommst)). Die Figur tauchte erstmals in Band 2 der englischsprachigen Buchreihe auf.